# 강구역 (영덕)
강구역(Ganggu station, 江口驛)은 경상북도 영덕군 강구면에 위치한 동해선의 철도역이다.

## 연혁
- 2017년 6월 29일 : 철도거리표 고시[1]
- 2018년 1월 26일 : 동해선 포항~영덕간 개통으로 보통역으로 영업개시
- 2023년 12월 18일 : 여객 취급 중지
- 2025년 1월 1일 : 여객 취급 재개 및 무배치간이역으로 격하
- 2025년 12월 : KTX-이음 운행 개시 (예정)

## 승강장
| ↑ 장사 |
| １     |
| 영덕 ↓ |

| 1 | 동해선 | 장사 · 월포 · 포항 방면 |
| 1 | 동해선 | 영덕 방면               |

## 인접한 역
| 동해선           | 동해선        | 동해선         |
| ---------------- | ------------- | -------------- |
| 장사 동대구 방면 | 누리로 동해선 | 영덕 강릉 방면 |